# Curtiss Aeroplane and Motor Company
La Curtiss Aeroplane and Motor Company fu un'azienda aeronautica statunitense costituita nel 1916 da Glenn Hammond Curtiss. Dopo un periodo di considerevoli successi commerciali, nel 1929 si fuse con la Wright Aeronautical per dare vita alla Curtiss-Wright Corporation.

## Storia
Dopo un primo periodo durante il quale Glenn Curtiss aveva realizzato diversi modelli di aeroplano prevalentemente sotto il marchio della G.H. Curtiss Manufactoring Company, egli fondò la Curtiss Aeroplane Company (nel 1910), mentre la Curtiss Motor Company (sorta nel 1911) si occupava della produzione di motori. Nel corso del 1914, quando i suoi aerei dotati di motore in configurazione spingente furono considerati ormai obsoleti e messi a terra dalle autorità militari statunitensi (che ne facevano largo uso), Curtiss per entrare nel settore dei modelli con motore in configurazione traente si affidò al talento di B. Douglas Thomas, un ingegnere britannico che già aveva lavorato per la Sopwith Aviation Company, conosciuto nel corso di una visita in Inghilterra l’anno precedente.
Dopo i successi ottenuti con gli idrovolanti, che gli erano valsi l’assegnazione delle due prime edizioni del Collier Trophy nel 1911 e nel 1912, la rapida espansione delle proprie attività, legata anche alla produzione di aerei da addestramento, scout e di idroricognitori richiesti dalle forze armate degli alleati della prima guerra mondiale, portò Curtiss a considerare la necessità di una migliore organizzazione delle proprie risorse. Decise così di fondere le due società nella Curtiss Aeroplane and Motor Company, con un atto datato 13 gennaio 1916. Il mese successivo la società neocostituita acquisì inoltre il controllo della Burgess Company, una delle più antiche aziende americane, della quale avrebbe mantenuto in vita il marchio, per la produzione di idrovolanti Model N-9.

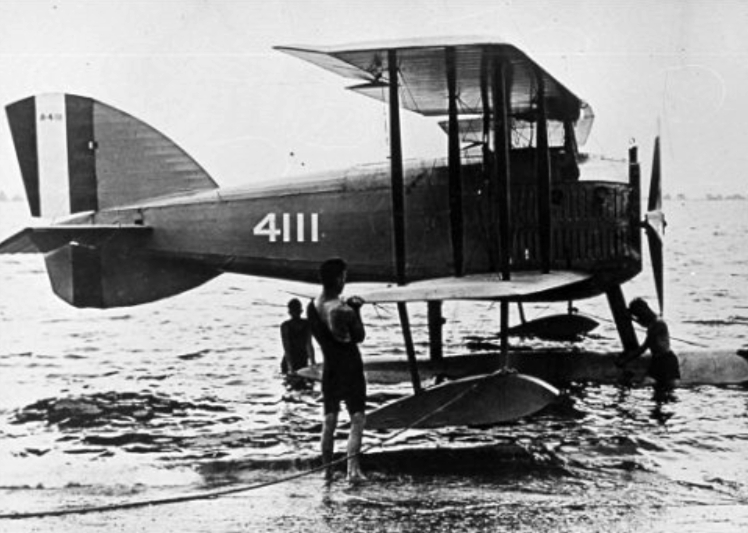
Un esemplare di Curtiss HA, velivolo realizzato nel 1918.

Quando gli Stati Uniti decisero di entrare in guerra, nel 1917, l’impatto sull’industria aeronautica in genere fu un’esperienza traumatica, dato che delle sedici aziende aeronautiche con le quali furono sottoscritti contratti di produzione, solamente sei avevano fino ad allora costruito più di dieci aeroplani. Sebbene la Curtiss facesse parte di questo sparuto gruppo di aziende “esperte”, la riorganizzazione verso la produzione di massa non fu indolore: come molte altre imprese aeronautiche l’azienda attinse al settore automobilistico ed affidò a John North Willys, già presidente della Willys–Overland Motors, la guida dei propri impianti. La nuova metodologia industriale creò un forte senso di umiliazione nel personale dell’azienda, molto più avvezzo alla realtà artigianale del passato. Grande sollievo per tutti fu la creazione della Curtiss Engineering Corporation a Long Island, guidata da Glenn Curtiss stesso, che permise alle vecchie maestranze di concentrarsi sulla realizzazione di nuovi progetti, lasciando agli industriali dell’auto la gestione della produzione di massa negli impianti di Buffalo.
Lo sforzo militare statunitense nell’organizzazione dell’arma aerea fu coordinato sotto l’egida del neocostituito Aircraft Production Board (APB): incaricato dal Ministero della Guerra, doveva coordinare la produzione dei modelli di aerei necessari alle forze schierate sul campo, anche attraverso l’acquisizione di licenze produttive da aziende europee; tra gli effetti prodotti da questa politica vi fu tuttavia anche il divieto per i costruttori statunitensi di sviluppare nuovi modelli su propria iniziativa.
Questa scelta portò a sottoscrivere numerosi ordini di produzione di velivoli di origine europea che però, nel lasso di tempo necessario all’impianto delle linee di montaggio, si rivelavano obsoleti e venne quindi abbandonata già all’inizio del 1918, così che le industrie aeronautiche potessero nuovamente dedicarsi alla progettazione di nuovi modelli seguendo le proprie iniziative. Nel frattempo l’APB si era occupato anche di reperire aziende “secondarie” che supportassero nella produzione i principali contraenti degli ordini, dato che l’efficienza industriale era ancora piuttosto ridotta e che i numeri richiesti erano considerevoli: a titolo di esempio, il maggior numero di esemplari del diffusissimo motore Curtiss OX-5 fu realizzato da aziende terze su contratti sottoscritti per il tramite dell’APB.

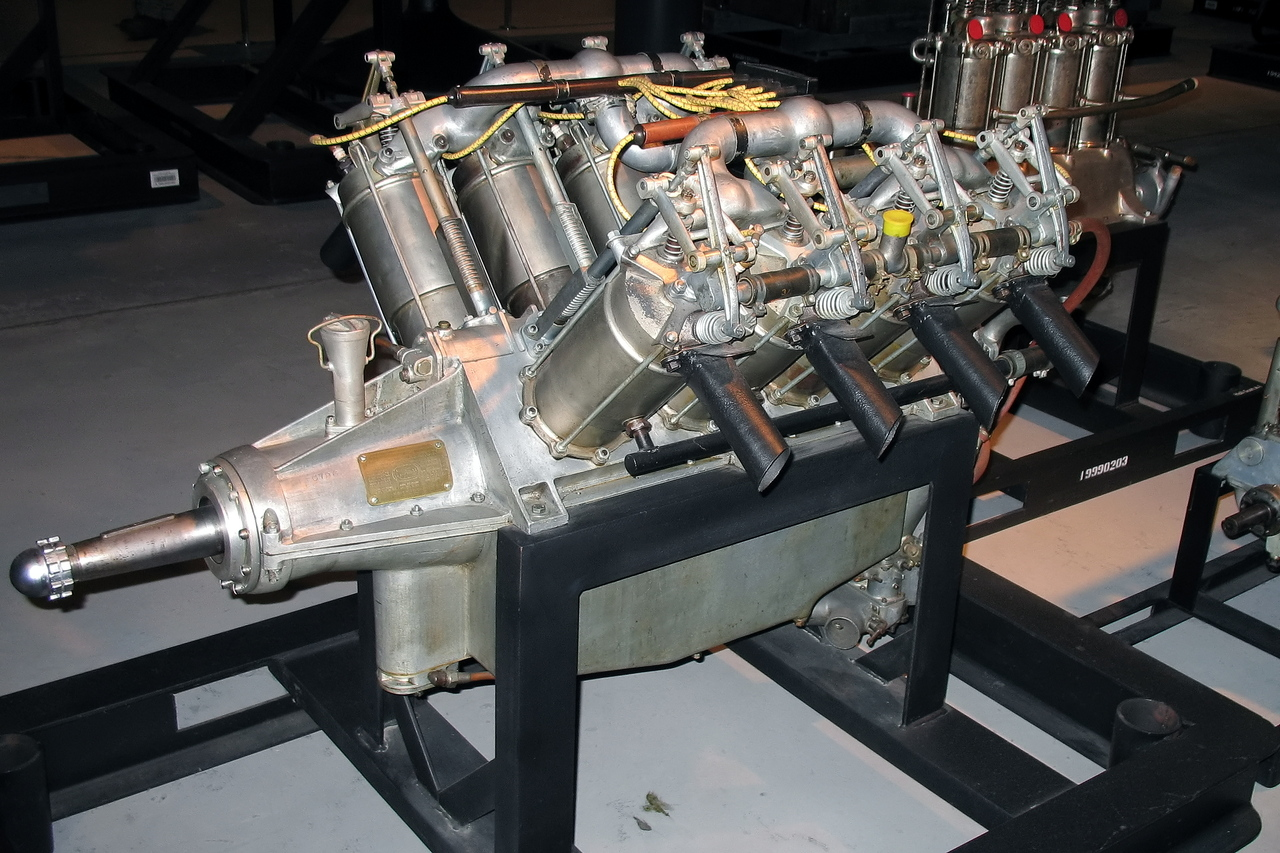
Un esemplare del motore V8 OX-5 preservato in esposizione presso il Wings of History Air Museum di San Martin, in California

Nell’ambito di questo processo organizzativo, nel lasso di tempo compreso tra il luglio del 1917 e il marzo del 1919, la Curtiss Aeroplane and Motor Company consegnò alle autorità militari statunitensi 5 221 aeroplani completi e 5 000 motori, per un corrispettivo complessivo di 90 000 000 di dollari; per numero di velivoli, si trattò del 33% delle unità complessivamente realizzate per l'APB in quello stesso periodo.
La fine del conflitto comportò la cancellazione di un corposo numero di ordinazioni ma non fu l’unica tegola a cadere sulla testa del mondo dell’aviazione statunitense: il Congresso degli Stati Uniti volle indagare sui processi e sulle prassi seguite dalle autorità militari per assegnare contratti di acquisizione dei velivoli nel corso della guerra. Ne emerse un quadro costellato da episodi di conflitto d’interessi, affarismo e clientelismo che avevano alla fine determinato che nessun velivolo da combattimento di produzione statunitense abbia mai raggiunto il fronte nelle file dell’U.S. Signal Corps.
Il lavoro d’indagine tuttavia non sfociò in accuse formali nei confronti dei costruttori, in quanto si poté appurare che i comportamenti incriminati erano tenuti sotto lo stretto controllo delle autorità governative e che le aziende aeronautiche, in sostanza, non facevano che eseguire ordini. Gli stessi vertici della Curtiss Aeroplane and Motor Company poterono dimostrare gli sforzi compiuti per sovvertire questo stato di cose impegnandosi per un diverso modo di operare, per il quale si sentivano qualificati.
Con la fine della guerra, la copiosa offerta di aerei e di parti meccaniche, seppure obsoleti e progettati per altri compiti, portò ad un vero e proprio collasso dei prezzi di vendita sul mercato civile: molti costruttori furono costretti a chiudere i battenti e la stessa Curtiss ridusse da nove a due i propri impianti produttivi, riducendo le proprie dimensioni, e capacità produttive, ad una frazione del colosso qual era diventata pochi anni prima.
Allo stesso tempo aumentò la litigiosità fra i diversi costruttori aeronautici in tema di brevetti tanto che i vertici della Curtiss si trovarono a passare gran parte del loro tempo a testimoniare nel corso delle numerose diatribe, non ultima quella che da lunghi anni si trascinava con la Wright Company (divenuta, Wright-Martin nel 1916).
La situazione delle aziende aeronautiche statunitensi, per di più, stentava a migliorare a causa della normativa esistente che assicurava alle autorità militari che acquistavano il prototipo di un nuovo aeroplano, anche la proprietà intellettuale del brevetto. Con questo sistema sia l’United States Army Air Service che la United States Navy potevano assegnare la produzione di un aereo a qualsiasi azienda, indipendentemente da chi ne fosse stato il reale progettista. Anche la Curtiss si avvalse di questo sistema costruendo aerei quali il PN-1, il CT o l’F4C-1 il cui progetto non era stato concepito all’interno dell’azienda.
Fu soltanto nel 1925, con l’approvazione dell’Air Mail Act che la normativa in materia di brevetti fu modificata riaprendo, di fatto, il mercato alla libera iniziativa delle aziende aeronautiche che tornavano a detenere i diritti di proprietà dei loro progetti ed erano quindi libere di sfruttarli commercialmente. In questo modo la Curtiss poté mantenere la leadership conquistata nel corso della guerra, forte del proprio reparto di ricerche e degli impianti produttivi che impiegavano ingegneri e maestranze di provata esperienza.

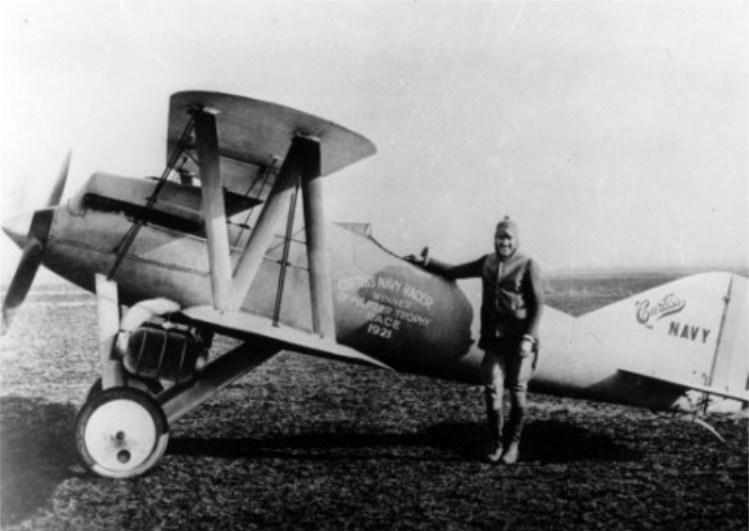
Il CR-1 vincitore del Pulitzer Trophy Race del 1921 con il pilota Bert Acosta

Fino a questo momento le aziende aeronautiche superstiti, dovevano le proprie fortune al mercato militare ma la seconda metà degli anni venti del XX secolo portò una ventata di novità grazie alla ripresa delle competizioni sportive che videro come protagonisti, tra gli altri, i racers prodotti dalla Curtiss che si aggiudicarono anche due edizioni della Coppa Schneider mentre il mercato civile trovava nuovo slancio anche grazie alla privatizzazione del servizio postale fino ad allora gestito in regime di monopolio dallo United States Postal Service.
La fine del decennio segnò un momento importante per l’azienda Curtiss: Glenn Curtiss ne aveva lasciato la direzione esecutiva nel 1921 e di fatto la compagnia era una public company in costante espansione, anche tramite acquisizioni societarie o partnership industriali; emblematico, in questo senso, il dato sugli occupati: i 2 175 dipendenti del 1928 erano diventati 3 275 soltanto un anno dopo. Questo processo di crescita toccò l’apice il 26 giugno del 1929 quando la Curtiss si fuse con la storica azienda concorrente che fu dei fratelli Wright.
Per quanto i rispettivi prodotti fossero all’epoca complementari e non concorrenziali fra loro, e nessuno dei rispettivi fondatori fosse più alla guida delle singole società, la nascita della Curtiss-Wright Corporation fu un evento storico per l’aviazione statunitense e diede origine a quella che, fino al termine della seconda guerra mondiale fu la più grande azienda aeronautica della nazione.

### Annotazioni
1. ↑  Norma di legge federale, nota anche con il nome di Kelly Act dal nome di Melville Clyde Kelly, esponente repubblicano presso la Camera dei rappresentanti degli Stati Uniti che ne fu promotore.

### Fonti
1. ↑  Bowers, 1979, p. 34.
2. 1 2  Bowers, 1979, p. 35.
3. ↑  Bowers, 1979, p. 69.
4. 1 2 3  Bowers, 1979, p. 70.
5. 1 2 3  Bowers, 1979, p. 71.
6. 1 2 3 4  Bowers, 1979, p. 72.
7. 1 2 3 4  Bowers, 1979, p. 73.
8. 1 2 3 4  Bowers, 1979, p. 74.
9. ↑  Bowers, 1979, p. 75.
10. 1 2  Bowers, 1979, p. 167.
11. 1 2 3  Bowers, 1979, p. 170.
12. 1 2  Bowers, 1979, p. 171.
13. ↑  Bowers, 1979, p. 315.
14. ↑  Bowers, 1979, p. 314.